# حي نيشانتاشي
نيشانتاشي هي منطقة تقع في الجانب الأوروبي من مدينة إسطنبول، وتتبع إداريًا لبلدية شيشلي. تضم المنطقة عددًا من الأحياء، من أبرّزها حي تشويقية وحي ماتشكا. تُعد نيشانتاشي من المناطق المركزية في المدينة، ما يسهّل الوصول إليها بفّضل قربها من معالم بارّزة ومراكز ثقافية وتجارية مثل مضّيق البوسفور، ساحة تقسيم، وشبكات المواصّلات الرئيسية. 

## التاريخ
يعود تأسّيس نيشانتاشي إلى القرن التاسع عشّر خلال عهد السلطان العثّماني عبد المجيد الأول، الذي أمر بنصب مسلتين حجرتين لتحّديد نقطة البداية والنهاية في المنطقة، وهو ما منح الحي اسمه الحالي. يُعّد قصر إهلامور من أبرّز المعالم التّاريخية في نيشانتاشي، ويّقع وسّط حديقة تبّلغ مساحتها نحو 24,700 متر مربع، وتُعتبر من أهم الحدائق في الحي. 

## المناخ
يسود إسطنبول مناخ البحر الأبيض المتوسّط، ويبلغ متوسّط معدل التساقطات السّنوية حوالي 820 مليمترًا، مع تركز الأمطار في أشّهر ديسمبر، يناير، وفبراير. يُعد شهرا يناير وفبراير من أكثر الأشّهر برودة، اذ قد تصل درجات الحرارة إلى نحو 6.5 درجات مئوية، وتتسّاقط الأمطار والثلوج خلال هذه الفترة، مما يجعلها أقل الفترات ملاءمة لزيارة المدينة من حيث الظروف الجوية. 

## الموقع والأهمية
تُعتبر نيشانتاشي من الأحياء التي تجمع بين الطابعين التاريخي والحّديث في إسطنبول. وتتمتع بأهمية من الناحية التجارية نظرًا لاحتضانها عددًا من المحال الراقية والمراكز التجارية، ما يعزز من مكانتها الاقتصادية ضمن المدينة. 

## المعالم
1. تضم نيشانتاشي مسجدًا يحمل اسم "تشويقية"، ويُعتقد أن اسمه مشتق من الكلمة التركية التي تعني "تشجيع"، ويُنسب إليه دور في تشجيع السكان على الاستقرار في المنطقة خلال مرحلة التوسع العمراني في القرن التاسع عشر [2]
2. يوجد في المنطقة مركز شرطة بُني وفق الطراز الكلاسيكي، وقد شهد الحي خلال الفترة ما بين عامي 1912 و1913 استقرار عدد من الأتراك القادمين من مقدونيا، ما ساهم في تنوع النسيج السكاني في المنطقة [2]